# 即死チートが最強すぎて、異世界のやつらがまるで相手にならないんですが。
『即死チートが最強すぎて、異世界のやつらがまるで相手にならないんですが。』（そくしチートがさいきょうすぎていせかいのやつらがまるであいてにならないんですが）は、藤孝剛志による日本のライトノベル作品。「小説家になろう」にて2016年2月21日から2023年3月15日まで連載され、書籍版は本編が同年10月15日から2023年3月15日までアース・スターノベル（アース・スター エンターテイメント）より全14巻が刊行された後、後日談である「後始末篇」が2024年2月15日に刊行された。イラストは成瀬ちさと。
2017年には、「小説家になろう」の異世界転生/転移ジャンルのランキングで文芸・SF・その他部門の年間ランキング1位を獲得。2024年9月の時点でシリーズ累計発行部数は180万部を突破している。
メディアミックスとして、『即死チートが最強すぎて、異世界のやつらがまるで相手にならないんですが。-ΑΩ-』のタイトルで納都花丸によるコミカライズが『コミック アース・スター』（同社）にて2018年3月30日より連載中。また、テレビアニメが2024年1月から3月までTOKYO MXほかにて放送された。

## あらすじ
ある日、高校の修学旅行のバスが異世界に召喚されてしまう。召喚したのはその世界を支配する「賢者」の一人でありシオンと名乗る元日本人の少女で、賢者の欠員を埋めるために日本から新たな賢者候補として彼らを召喚したのだという。担任教師と運転手を圧倒的な魔力で戯れに殺害するシオンに逆らえるものなど誰もおらず、従うことにしたクラス一同だったが、召喚された時点で与えられるはずの「ギフト」と呼ばれるチート能力が発現しなかった壇ノ浦知千佳ら4名はバスに取り残されてしまう。
そんな騒動に気付くこともなく車内でずっと寝ていた高遠夜霧だが、バスが巨大なドラゴンに襲われている最中に知千佳に起こされる。既に他の2人は殺害され、彼らも同じ運命をたどるかと思われたその時、夜霧の「死ね」という一言と同時にドラゴンは急死した。元の世界では自分の意思で封印していた夜霧の即死チート能力が発動したのである。
異世界のモノたちは気付かなかった。自分たちが、決して関わってはいけない恐るべき相手を自ら招き入れてしまったことに。賢者、剣聖、魔神、全能神。たとえどんな強大な存在であっても、彼の即死の力は平等に発動する。

## 登場人物
声の項はテレビアニメ版の声優。

### 主要人物
1巻から最終巻まで通して登場するキャラクターはこの4名のみである。
高遠 夜霧（たかとお よぎり）
声 - 内山昂輝、大地葉（幼少期）
本作の主人公。異世界に召喚された際に、賢者より「ギフト」と呼ばれる特殊能力を受け取ることができず、足手まといに思われたが実は元々は「死ね」という言葉で相手を瞬殺することができる「即死能力」を持っていた（能力そのものに関しては後述）。高校二年生。17歳。即死能力を除けば通常の男子高校生並の身体能力しか持たない。
知千佳と後述の過去編に登場する人物（朝霞、槐）以外の他人にはきわめて関心が薄く、自衛以外に能力を使うことはほとんどない。だが、敵対者に即死能力を説明しても本気にされなかったり、簡単に防げると勘違いされたりして警告を無視され、結局戦いが始まったと同時に一瞬で敵が即死するパターンがお約束となっている。
異世界に召喚される前の幼少時は「ΑΩ（アルファオメガ）」と呼ばれ、地下深くにあるシェルター内に隔離されて育てられており、その当時のエピソードが単行本各巻に描き下ろし番外編として収録されている。漫画版では本編の合間合間に「回想シーン」と言う形で、適宜挿入されている。
壇ノ浦 知千佳（だんのうら ともちか）
声 - 富田美憂
本作のヒロイン。夜霧と同じく「ギフト」を受け取れなかった女子。高校二年生。17歳。家伝の古武術である「壇ノ浦流弓術」の使い手であり、弓術はもちろんのこと格闘能力全般が達人の域に達していて、夜霧ほどではないが戦闘で活躍することもある。また身体能力と視力・聴力は非常に高く、作中で異変が起きた時に最初に気付くのは大抵彼女である。一般人に近い判断基準を持ち、本作におけるツッコミ役。夜霧が思わず口にしてしまうほどの巨乳の持ち主だが、本人はそれを気にしている。
〈後始末編〉では異世界で夜霧と共に行動していたためか「殺気に対する感知能力」が向上している。
壇ノ浦 もこもこ（だんのうら もこもこ）
声 - 金田朋子
知千佳の先祖。壇ノ浦流弓術開祖の息子の嫁にして中興の祖とも言われており、知千佳の背後霊となっている。お多福のような顔をした肥満体の霊で、日本にいる知千佳の姉・千春によく似ている。本来は知千佳以外には視認できないが、夜霧の即死能力の巻き添えを回避するために自ら存在を顕現し、その影響で夜霧にも波長が合い認識されるようになった。
平安時代の生まれだが現代の文化に詳しく、デジタルテクノロジーにも精通している。霊の特性を利用して壁などをすり抜けての偵察が得意だが、霊体相手を想定したギフトや仕掛けには弱い。
知千佳が「ギフト」を受け取れなかったのは、バトルソングシステムの危険性を察知した彼女が妨害したからである。知千佳からは役立たず扱いされているが、神霊として非常に高い格を持ち、霊体同士の戦闘では精霊王レベルの存在にも圧勝する実力者。普段から知千佳を守っており、彼女が直接被害を受けることはほとんどない。
〈後始末編〉では壇ノ浦家を中心とした一帯を縄張りとして守護しているほか、ネット内で資産運用やソシャゲの開発などもしている。知千佳が呼べば姿を現すことはできるのだが、知千佳自身は姉と混同してしまうので呼ぶことはない。そのため篠崎家に保管されていた槐ユニット3体をレンタルして活動する。
花川 大門（はなかわ だいもん）
声 - 下野紘
ござる口調で喋る小太りなオタク。過去にもこの世界に召喚された経験がある。同様の召喚経験のあるクラスメイト3人でバスに戻り生き残っていた夜霧と知千佳に危害を加えようとしたが、他の2人が死亡したのを目の当たりにし、夜霧の即死能力の恐ろしさを思い知ることになる。1人だけ命までは奪われずに放逐されるが、その後も彼らに近づきたくない本人の意思とは裏腹に最終巻まで夜霧と知千佳とは関り続ける縁を持つ。
人間の種族限界であるレベル99に到達したチート級回復スキルの持ち主で、瀕死の状態からも完全回復できるのだが後方支援職のため単独での戦闘能力は常人並みであり、その回復は大抵ひどい目に遭った自分自身に使用される。欲望に忠実でオタク発言がウザいためほとんどの相手からはぞんざいに扱われているものの、オタク発言以外の言動は割とマトモ。本作におけるツッコミ役その2。
〈後始末編〉でも異世界に居残り、モンクのジョブなどで戦闘能力を上げていたが、異世界の神がギフトを始めとしたチート能力を廃止することを決めたため、チートなしでは並み以下の花川に温情を掛けて元の世界に送り返される。

### 賢者
賢者シオン
声 - 堀江由衣
賢者の一人。夜霧のクラスを異世界に召喚した張本人。絶大な魔力を持つ魔法使いであり、鑑定スキルを持つ花川によればレベルは1億を超え、心臓が鼓動するたびに秒単位でレベルアップを続けていたという。召喚した賢者候補たちに最低限の説明を済ませた後は過酷な試練を命じ、そのままバスから立ち去った。説明の間は夜霧が寝ていたため、結果的に即死能力の対象にならずに済んでいる。常に笑顔を絶やさないが、気に入らないもしくは不安要素のある人物を躊躇いもなく殺すなど、性格は冷酷でかつ傍若無人。
元々は夜霧たちと同様に賢者候補としてこの世界に召喚された日本人であり、本名は竜王院紫苑。幼馴染の部下であり恋人でもあるヨウイチに依存しており、二人きりでいるときは普段とは全く異なる普通の少女らしい言動になる。ヨウイチの回想によれば、日本にいた頃は普通の性格だったのだが、賢者候補として厳しい試練を経て性格が変わり果ててしまったという。
得体のしれない夜霧を処分しようとするが、手掛かりを求めて召喚した研究員（後述の白石とは別人）は自世界から夜霧が消えたことを語った直後に機密保持機構が作動して死亡。英雄と呼ばれる類の人間かと考え、派遣した賢者アオイは夜霧の本質に恐怖して引き籠ってしまう。クラスメイトである花川にも問いただしてみたが要領を得なかった。自ら手を下そうとするが、ヨウイチや自身の身体を「部分的に殺される（自身の力では回復できない）こと」で、漸く夜霧の危険性を理解したが、魔界からあふれ出した魔神マナに飲み込まれて消滅する。
賢者レイン
声 - 佐藤利奈
賢者の一人。不死身の肉体を持つ最高位の吸血鬼（オリジンブラッド）であり、夜霧の即死能力で自分が死ねるのかと興味を持つ。賢者の中では比較的穏健派であり無意味な殺害は行わないが、意味がある殺害ならば一般市民の虐殺でも躊躇せず行う。検証の為自分自身の複製を作ったり偶然を装って殺害を目論むなど策を練ったが、複製越しに別次元にいる本体まで即死させられる。
リズリー
声 - 佐藤利奈
レインの本拠だった城で目覚めた少女。本体まで殺された際の保険として作られた存在で、レインの記憶自体は受け継いでいない。完全に別人として作られたためレインに対して使用した即死能力の影響を受けずに生き残った。自分を殺した者に敵対しないようにするためか、夜霧に対して好意を持つように調整されている。
賢者サンタロウ
賢者の一人。他の賢者の例にもれず傍若無人かつ傲慢な性格で、「賢者を見かけたら土下座して感謝するのが義務」とする選民思想の持ち主。周囲に被害が及ぶのを気にせず巨大ロボット型アグレッサーと戦っていたが、それに巻き込まれた列車の乗客たちが邪魔だと故意の攻撃を仕掛けようとしたところを、乗客の中にいた夜霧に即死能力で殺害される。
賢者アオイ
声 - 神戸光歩
賢者の一人。ショートカットのボク少女。賢者級の力を持っていながら賢者になることを拒む「はぐれ賢者」を始末するのが役割。対象の運命を見ることができる「英雄殺しの眼」と呼ばれる魔眼を持つ。運命値が低い凡人の持つ能力は無効化して殺害し、運命値が高い英雄であっても英雄が命を落とす運命（織田信長ならば本能寺の変）を見つけて状況を整えることで殺害できる。サンタロウとレインが倒されたことで、夜霧を始末するために送り込まれたが、英雄殺しの眼で夜霧を見た瞬間にあまりの恐ろしさに嘔吐し、絶対に敵対してはならないと悟って逃亡。その後、心が完全に折れて強固な結界の中に引きこもってしまう。
大賢者ミツキ
賢者の上位にいる存在。名前だけは序盤から言及されていたが賢者たちの前にも滅多に姿を現すことがなく、作中に登場したのは終盤となる。本作のラスボス。

### 夜霧たちのクラスメイト
賢者によって異世界に召喚された。その際にギフトと称する理性の枷を取り払う処置をされたことで多くが暴走した末に自滅した。しかし、〈後始末編〉によると、異世界の神が時間を巻き戻した結果「夜霧に殺された者（一部例外あり）」を除いて元の世界に帰還している。帰還後は転校したり学校に来なくなった者もおり、通学している者たちにしてもシステムによって理性を取り払われてハッチャケた記憶や、あまりに本音をぶっちゃけ過ぎた言動で人間関係がギクシャクしている。
二宮 諒子（にのみや りょうこ）
声 - 安野希世乃
夜霧を隔離していた「研究所」からクラスメイトに偽装して派遣された監視員。日本では忍者の家系だが、この世界でのクラスはサムライ。夜霧の即死能力の恐ろしさは熟知しているが、監視せずに放置することもできないため、この世界では決して敵対せずに夜霧のパーティに加わろうとする。
〈後始末編〉でも何かと起きるトラブルに対処しているが、流石の忍者と言っても時代に合わせて近代化しているという事実を語って周囲を困惑させている。
キャロル・S・レーン
声 - 鈴木杏奈
留学生に偽装してアメリカの「機関」から派遣された夜霧の監視員。この世界でのクラスはニンジャ。日本語は不自由なく話せるが、普段はアメリカンなキャラ作りをしている。元の世界との連絡手段が無くなったため、所属は異なる諒子と共に夜霧のパーティに加わる。夜霧の即死能力の恐ろしさは今一つ理解しておらず、「知千佳を人質にしよう」など不用意に夜霧を刺激するような行為を思いついていたため、すでにその手の策は無意味と知っていた諒子に「死にたいなら1人で死ね。周りを巻き込むな」と止められている。
〈後始末編〉でも何かと起きるトラブルに対処しているが、諒子の語る「近代化された忍者」には納得がいかない模様。
篠崎 綾香 （しのざき あやか）
声 - 大久保瑠美
召喚された際にギフトが発現せず、囮としてバスに取り残された4人のうちの1人。ドラゴンに襲われて死亡したと思われていたが、実は世界滅亡後も人類が生き残るために制作された人造人間。綾香自身は「人格ユニット」と呼ばれる中核部分であり、亜空間に置かれた人工知能本体には様々なサブユニットが搭載されている。
夜霧と知千佳がバスを立ち去った後に再起動して夜霧に殺されたドラゴンを取り込んで復活。自分を見捨てたことへの恨みを晴らすために身に着けたドラゴンの能力（竜魔法）で次々にクラスメイト達を殺害していくが、戦闘中に他の賢者候補の使った原子爆弾（アニメ版では「殲滅爆弾」）の炸裂に巻き込まれ、欠損したボディを竜魔法で再生した際にドラゴンに変じるが、夜霧の即死能力で殺される。中核ユニットである綾香が死亡したことでサブユニットも停止した。
〈後始末編〉ではバックアップが残っていたのか、元の世界で別個体として存在しており、彼女のオリジナルといえる人物も存在している。かつて対夜霧暗殺用に造られた「槐ユニット」を実家で保管していた。
矢崎 卓（やざき すぐる）
声 - 坂田将吾
クラスのリーダー格で将軍（ジェネラル）のギフトを与えられた男子生徒。作戦を立案し多人数を指揮して戦うことに長けた能力を持ち、ギフトを与えられなかった4人を囮にしてバスに残してドラゴンから逃げることを宣言し、召喚直後で混乱しているクラスメイト達を一時的に支配して立ち去った（夜霧の監視者たちもバスを立ち去ったのはそのため）。
東田 良介（ひがしだ りょうすけ）、福原 禎章（ふくはら よしあき）
声 - 松岡洋平（東田）、橘龍丸（福原）
東田は勇者、福原はネクロマンサー。花川と同様に過去にこの世界に召喚された経験があり、その時の能力を引きついた「強くてニューゲーム」状態の召喚者。特に東田は限界突破スキルによりレベル1000に達しておりかなりの強者。日本では使えなかったかつての能力が再び使えるようになったことで、今度は好き放題やってやろうと花川と共にクラスメイトから離脱し、手始めにドラゴンに殺されたであろう知千佳をゾンビ化して奴隷にしようとバスに戻ってきたが、夜霧の即死能力で二人ともあっさり死亡した。
鳳 春人（おおとり はると）
声 - 小松昌平
知的な雰囲気が漂う少年。様々な問題を解決する方法を「世界の記録」から引き出すことができるギフト「コンサルタント」で、クラスメイト達にギフトを有効活用する方法をアドバイスしている。だが、そのために死者は減り個々のレベルは上がらず、賢者に覚醒する可能性が低くなったことからシオンにバトルロワイアルをさせられそうになる。
日本で異形の血を受け継いでいる鳥の獣人の家系出身で、ギフトとは無関係に背から翼を生やし空を飛ぶことができる。〈後始末編〉では獣人の祖となるものを突き止め、自身の能力は飛ぶことではなく「重力操作」であることに気付く。
秋野 蒼空（あきの そら）
声 - 菊池紗矢香
日本でトップアイドルグループのリーダーをしていた美少女。この世界で得られたギフト「偶像（アイドル）」は願いをかなえる宗教的偶像（ぐうぞう）の力があり、他者が彼女に誓いを立ててそれを守ることで力を得られる「誓約」を行うことができるのだが、それを利用して「クラスメイトにギフトを使用すると死ぬ」誓約を全員に行わせることで仲間同士のギフト使用を禁じている。クラス全員と誓願を交わした上に、男子生徒数名（東田、福原、花川、橘など）がクラスから離脱して女子の方が人数が多くなった上にエロゲ三貴族のせいでクラス内で男子の地位が低下した影響もあり、矢崎に代わってクラスのリーダーとなる。
当初は他人のサポートのみに秀でたギフトだと思われていたが実際はアイドル歌手としての力も併せ持っており、その高いカリスマ性で支配したファンをどこからともなく召喚して自分のために戦わせたり、人間爆弾として敵に突っ込ませることができる。
橘 裕樹（たちばな ゆうき）
声 - 村上喜紀
他者を服従させ下僕にするギフト「支配者（ドミネーター）」を得た男子。自己中心的でこれまで挫折したことがない。ギフトを警戒されてクラスメイトからは距離を置かれていたが、春人のアドバイスでこの世界の奴隷商から多数の奴隷を買い集めることで力を増していく。下僕が経験値を得ると自分も恩恵を受ける事が出来る為、様々な場所に下僕を派遣し戦わせることで、自分は何もせずともレベルアップし続けている。
自分の親衛隊である下僕のエリカが夜霧に殺害されたことを受け、同じく下僕のエウファミアから「夜霧を相手にせず退くべきだ」と忠告される。だが支配者という立場にもかかわらず、ギフトを持たぬ夜霧に屈することは高いプライドから出来ず、最大限の魔力で殺害しようとした。結局、夜霧から排除すべきだと認定され離れた場所でありながら、夜霧の能力で苦しむことなく死亡する。
桐生 裕一郎 （きりゅう ゆういちろう）
声 - 渡辺紘
召喚時、ギフトが発現しなかったために夜霧たちと共に囮として残された4人のうちの1人。見た目通りの不良で性格も粗暴、クラスからは浮いた存在だった。綾香や夜霧とは異なり、何の力もなかったためドラゴンの攻撃でクラスメイトでは真っ先に死亡した。
城ケ崎 ろみ子 （じょうがさき ろみこ）
声 - 引坂理絵
日本では知千佳と「ともちー」「みこち」と呼び合う親友だった。ギフトを持たなかった知千佳の代わりにステータスなどの説明をした。本来であれば知千佳を囮にすることを真っ向から反対するところだが、矢崎の能力により素直に受け入れ他のクラスメイトと共に知千佳を残し逃亡する。ギフトは「降霊者（ネクロマンサー）」で霊を支配してその能力を使うことが出来る。夜霧と知千佳がクラスに合流して以降は再び知千佳の親友のふりをしていたが内心は自分が生き残ることだけを考えて行動しており、高位の神霊であるもこもこを支配して知千佳を一方的に攻撃する。しかしそこに現れた夜霧が知千佳を攻撃しているろみ子ともこもこを敵認定したことで、もこもこの夜霧に対する恐怖心が支配しているろみ子にも伝播して行動不能になってしまう。もこもこを解放したことで行動の自由を取り戻し恐怖心が消えた反動でギフトが爆発的に成長したものの、覚醒した能力の万能感に酔って夜霧を攻撃したため即死した。
棟方 圭一（むなかた けいいち）、牛尾 真也（うしお しんや）、矢立 光雄（やたて みつお）
声 - 橘龍丸（牛尾）
通称・エロゲ三貴族。
日本ではエロゲーを愛好していたため、それぞれが透視・透明化（棟方）、触れたものの時間停止（牛尾）、触手発生・操作（矢立）というエロゲーを連想させるギフトを発現ししたことでエロゲマイスター、エロゲマスター、エロゲマニアと称される。もともと日本でもクラスでの女子人気は低かったが、セクハラ・性犯罪に悪用できる能力を警戒され女子からは近づくことすらされなくなってしまった。最終的には綾香によって全員殺害されてしまう。
深井 聖一（ふかい せいいち）
声 - 寺島惇太
夜霧を「おかくし様」として崇拝する宗教団体「教団」からクラスメイトとして派遣された看視員。日本では超常なるものを見通す義眼「聖眼」で夜霧を見続けていたが、この世界では聖眼が機能しなくなってしまったため夜霧が能力を開放していることに気付けなかった。得られたギフト「死神」は夜霧の即死能力を模倣した他者を即死させる能力である。自分が夜霧に代わって死を司る者になったと思い込んでいるが、実際はバトルソングシステムで得たこの世界の常識に沿った力であるため即死対策をすれば防御可能で、夜霧の即死能力とは似て非なるものである。理不尽なシオンに対して能力を行使するが、効果はなく一瞬で殺される。

### 過去編の登場人物
高遠 朝霞（たかとお あさか）
声 - Lynn
就職活動が難航する中、「独立行政法人高次生命科学研究所」なる怪しい職場に採用された女性。詳しい説明もなく地下深くのシェルター内に連れてこられ、ΑΩと呼ばれる幼い少年の世話役をすることとなり、夜霧と名付ける。研究所の職員たちが夜霧を恐れて姿を見せない中、即死能力を見ても態度を変えることなく普通の少年として接し、夜霧の人格形成に大きな影響を与えた。夜霧の苗字は朝霞が名付けた際に勝手にもらっただけであり、血縁関係は無い。
皇 槐（すめらぎ えんじゅ）
日本を裏から統べているという皇一族のお嬢様。ある事情で夜霧がいたシェルターに一時期避難していたことがあり、その時に夜霧と友人関係となった。知千佳と同様に夜霧が執着心を見せた数少ない人間の一人であり、夜霧抹殺のために、彼女と同じ姿をしたアンドロイドが複数体制作されたが却って夜霧の怒りを買い、そのプロジェクトに関わった全員が抹殺され、アンドロイドは封印された。本人は日本にいるため過去編のみ登場だが、この異世界にアンドロイドの一体がスキルで複製されることで偶然持ち込まれており、紆余曲折の末に、もこもこが肉体の代わりに憑依するボディとして使用されることになる。
〈後始末編〉では獣人一族を取り仕切る家系だったが、そのための能力を喪失したため家自体は没落している。肖像権から篠崎家に保管されていた槐ユニットの権利を得て、有償でもこもこにレンタルする。
白石 行雄（しらいし ゆきお）
声 - 白石兼斗
「独立行政法人高次生命科学研究所」の所員。「教員免許を持ち、応募があったから」という理由だけで朝霞をΑΩの世話役として雇い入れた。建前では「世のため人のための研究を行っている」と朝霞に説明するが、「洗脳は手間がかかって面倒」や「ここまで来てもらって帰すわけないだろう」など、とんでもないことを口走る。ΑΩのシェルター前まで来て、「自分には権限がない」という理由で、指示書を朝霞に押し付け立ち去った。ΑΩに直接会ったことは無かったようだったが、朝霞の例でごく普通に接した方が危険性は低くなると知る。
槐の一件では、「創造主の使徒（を名乗る存在）」との交渉を任せられる。彼らは人類を作り出した存在に監視者として作られたらしいが、人類が失敗作だった際に行われるシナリオを実行しようと槐たち数名にスキルを与えてバトルロワイヤルを行わせ、結果がどうなろうとも人類を滅ぼすと決定していたが、夜霧によって戦力のほぼ全てを滅ぼされ、代表者（女性の姿に擬態）が泣きを入れてきた。

### その他
作中で登場する多くの異世界人は賢者によって社会インフラの類は発展しているものの、メンタル自体は中世レベルなためか、基本的には自分の利益しか考えておらず、他者の犠牲に頓着しない。
ミレイユ
声 - 篠原侑
夜霧と知千佳が最初に訪れた街で出会った猫耳の獣人少女。ギフトを持たないハズレ能力の日本人を狙う犯罪集団のメンバーであり、親切に町を案内するふりをして路地裏に連れ込んだ夜霧たちを日本人中年男性が率いる獣人多数で取り囲む。しかし「即死能力の手加減の練習」の実験台とされ、通常ならば苦しまずに一瞬で即死となるところを「身体の一部分だけを殺された結果、苦しんだ末にショック死」するメンバーが続出。ミレイユ自身も即死宣告を受けるも、何も起きなかったので全力で逃亡する途中、発動遅延されていた即死能力で意識がはっきりしたまま徐々に体の機能が失われていき、夜霧たちに関わったことを後悔しつつ命を失った。
リーザ
声 - 佐藤利奈
橘裕樹の下僕で親衛隊序列1位。青髪で巨乳の魔法使いの美女。「杖使い（ワンドマスター）」であり、杖にあらかじめ魔法をチャージすることで威力と速射性を両立できる一方で、杖が無ければ魔法を一切使用することができない。裕樹の命令で知千佳を確保するため夜霧たちの泊まっているホテルを襲撃するが夜霧に「杖を殺され」て無力化され、それでも胸の谷間に隠し持っていた予備の杖で抵抗を試みたため即死した。
エウフェミア
声 - 安野希世乃
橘裕樹の下僕で親衛隊序列2位。「半魔」と呼ばれる一族の少女。親衛隊メンバーでは唯一、その後のストーリーでも継続して登場する。もともと住んでいた半魔の村が裕樹によって滅ぼされ、美女だったため裕樹の支配を受けた後は親衛隊に加えられる。裕樹が夜霧の即死能力で殺害されたことで支配から解放されたが、すぐに賢者レインの吸血を受け眷属にされ、レインもまた夜霧の力で即死するのを目の当たりにする。その後、眷属同士の潰し合いに偶々生き残ったことでオリジンブラッドとしての能力と記憶を継承する。
その後テオディジアとも再会し、各地に囚われていた半魔を救出していたが、夜霧が乗っ取った都市の管理を委託されることになる。
チェルシー
声 - 大地葉
橘裕樹の下僕で親衛隊序列3位。人形遣いの少女。幼いため他の親衛隊メンバーと異なり裕樹からの性的寵愛を受けられないことを気にしている。多数の人形に魂のようなものを宿らせて「お友達」にする能力を持ち、側に控える幹部の人形はチェルシーと会話が可能なほどの自我を備えている。リーザが夜霧に無力化されたためバックアップで控えていた彼女の操る無数の人形が夜霧と知千佳を襲撃するが、全ての人形が夜霧によって殺されてしまう。自我を持つ人形に指示するだけだったので夜霧の殺意感知能力では「敵」として判定されず、結果として生き延びることはできたが人形無しではただの無力な子供にすぎず、為す術もなく降伏した。
ステファニー
声 - 小島菜々恵
橘裕樹の下僕で親衛隊序列4位。一番大人しそうな少女。高位の回復術士（ヒーラー）で、裕樹が戦って支配下に置いた元敵を治療するのが役割。エウフェミアと共に祐樹のダンジョン攻略に参加していたため夜霧とは戦うことが無く、裕樹の死によって支配から解放された。もともと奴隷市場で売られていた身だったため自分を支配していた裕樹を恨むことは無く、彼が死んだことで取り乱していた。その後どうなったのかは不明。
エリカ
声 - 伊藤彩沙
橘裕樹の下僕で親衛隊序列5位。釣り目で巨乳の少女。森人の暗殺者（アサシン）であり、知千佳が裕樹にとってふさわしくない相手と勝手に思い込み独自の判断で排除に動くが、ホテルの部屋の前で気配を隠蔽して知千佳を待ち伏せしていた殺気を夜霧に感知され、即死能力で殺害される。この彼女の暴走がきっかけで、夜霧たちと裕樹が敵対化することになる。
巨大ロボット型アグレッサー
アグレッサー（侵略者）と呼ばれる存在の一種。巨大ロボットのような姿をしているが、操縦者がいるわけではなくロボット自体が自律して行動する存在である。賢者と対等に戦える能力を持つ。交戦していた賢者サンタロウが即死したのを目の当たりにし、夜霧の危険性を理解して降伏。その後は何かあったら協力する約束を結び、別行動をとった。
彼から提供された素材はもこもこによって制御され、知千佳用のバトルスーツとして使用された。
老剣聖（アニメでは剣聖ウラベ）
声 - 宮田哲朗
賢者に匹敵する力を持つと言われる老剣士。千年前の魔神の封印の傍に建つ「試練の塔」において定期的に「剣聖の試練」を行い、試練を突破した者を聖王の騎士に任命して剣聖系のギフトを授けている。これは剣聖の力を目当てに集まった剣士たちを殺し合わせることで出た死者の魂を塔が回収し、封印維持のためのエネルギーとしているためであり、世界を魔神から守る目的のためならば手段は選ばない。この犠牲に半魔の一族も含まれており、それによってテオディジアの恨みをかってしまい、不意打ちで殺害される。
リック / リチャード
声 - 石井マーク
マニー王国の第三王子で、騎士を目指す青年。剣聖の試練を受けるが、最終的に「ほかに候補がいない」という理由で剣聖を継ぐ。この世界では例外的ともいえる、弱者を気遣える精神の持ち主。
ライニール
声 - 野上翔
異常に運が悪い青年。元は日本人だったが、前世では散々不幸な目に遭った末に邪神を崇拝する教団に捕らえられ生贄となって死亡した。女神（実は魔神の伴侶）ヴァハナトによってこの世界に転生し、運が悪い代償として毎日支給される「星結晶」と呼ばれる石（詫び石）を所有する。詫び石は完全回復、一時的な能力ブースト、アイテムや仲間を召喚する「ガチャ」の3つの用途があるが、ガチャを引いても運の悪さから役に立つ結果が得られることは稀。さらに「千鳥足の漂流者（ランダム・ウォーク）」と呼ばれる隠された能力を持ち、死んでも過去に女神が設定したセーブポイントまで時間が戻って人生をやり直し、どうにか生き延びられる道を探っている。何度も死を経験してセーブポイントに戻っているため、自分の命を粗末に扱っているかのような無謀な行動をとることが多い。
フレデリカ
声 - 井澤詩織
幼なじみであるライニールを引き連れて剣聖の試練を受けに来た女魔術師だが短絡的な性格。高位の実力者として自信を持っているが、魔神を封じた結界（時間がほぼ停止している）を理解せずに魔法をぶっ放したり、ライニールの能力（本人にのみ有効）を理解せず「役に立ちそう」と言う理由で同行していた。魔神の眷属であるリュートに手も足も出ず、腕をお菓子に変えられてリタイヤする。
テオディジア
声 - 関根明良
「半魔」と呼ばれる一族の少女。エウフェミアの生き別れの姉。裕樹の支配する奴隷たちに襲われて壊滅した村にいた同族の行方を捜しており、半魔の気配を頼りに剣聖の試練に潜り込む。捕らえられた半魔たちは試練の塔の地下で魔力タンクとされて全滅しており、魔神の封印が解けた混乱に乗じて剣聖を刺し殺して復讐した。その後レインの眷属となったエウフェミアと再会。各地に囚われていた半魔を救出し夜霧が乗っ取った都市で暮らすことになる。
リュート
声 - 篠原侑
魔神アルバガルマの眷属の一人。剣聖の塔の封印が緩んできたため、同族であるオルゲインと共に剣聖たちの前に現れた。幼い少年の姿をしているが、高位の魔術師であるフレデリカの腕をお菓子に変えてしまうなど常人では太刀打ちできない力を持つ（呪いの一種らしく回復魔法では回復しなかった）。
同族のほとんどは夜霧によって即死したが、彼だけは夜霧に殺意を向けていなかったため死なずに済んだ。主人と同族の仇を討つため、花川を引き連れてアルバガルマ以上の力を持つ魔神マナの封印されたマニー王国王都へと向かう。魔神の眷属には性別は存在しないため花川のリクエストで女性の姿になったが、原作では使わない器官なので股間には何も無いと答えたため「男の娘はついていてなんぼのものでしょうが!」と花川にガチギレされた。
天盤喰らい
無数の天盤（世界）が浮かぶ海の中を彷徨う怪物。大半は本能に従い、目の前の天盤に喰らいつき咀嚼するだけの存在。作中に登場した個体は長い活動期間の中で幾許かの知性を得て夜霧たちが呼ばれた世界に干渉していた。異世界の分身に意思を宿して様々な人生を経験するが飽きてしまい、軍事国家アルガンダ帝国の皇帝として戦争ゲームに興じていたが、配下の軍を滅ぼした夜霧に殺意を向けたことで分身だけでなく本体も死んだ。時間を巻き戻して死を逃れようとしたが、巻き戻した分だけ「確定した死が先延ばしになるだけ」だった。
アニメではオープニングに姿があるが、本編は登場シーンがカットされている。
デイヴィッド
声 - 中島卓也
マニー王国の警備隊に所属する青年。王族の末席に連なり、高慢なところはあるも善人。王家の人間に伝わるギフトを弱体化させる能力を持つが、ギフトではない壇ノ浦流には効果が無く知千佳に敗北を喫した。
ダリアン
マニー王国の第二王子。順風満帆な人生を送ったが、マルナリルナという二柱の神によるゲームとして異世界に転生させられた。死んでもやり直せる力とギフトに干渉するというチートを与えられていたが、力に頼ることなく自前の知識と行動だけでこなす力量を持つ。「人類を救うために」テオディジアたちが取り戻した半魔たちを前剣聖と同様に封印を維持する魔力タンクとして使おうとしたが、偶々同行していた夜霧を排除しようとして不可能と判断。過去に死に戻るが、殺意を向けていたため既に夜霧の即死能力に囚われており確定した「死」からは逃れられなかった。テレビアニメ版では出番より前に最終回を迎えたため登場しない。
魔神マナ
声 - 幸村恵理
マニー王国王都に封印されている魔神アルバガルマの妹神。兄に偏愛を注ぐヤンデレであり兄との子供を勝手に想像出産して眷属としており、花川からも「マジもんのアレではないですか」とドン引きされた。あまりにも危険すぎたため兄の手で7階層の広大な魔界最深部に封印されたということになっているが実際のところは兄の封印は全く効果がなく、自主的に出てこないだけである。兄が夜霧に殺されたとリュートに伝えられたが、復讐よりも先に「兄様を産む」ために生物・無生物を取り込む無限増殖する肉塊と化し、魔界内にいた賢者シオンをバトルソング能力の権限を無力化して吸収。肉塊は王都まであふれ出し街を壊滅させたが、その場で見つけた夜霧に攻撃しようとしたため死亡した。

## 用語
即死能力
夜霧が元の世界で出現した時点から発揮していた能力。異世界においてギフトを発現した者の中には類似した能力を得た例もあるが、夜霧の能力は隔絶しており、彼が「死ね」と認識すれば対象との距離も能力もいかなる存在であっても関係なく、何らかの分身などを使っていてもそこから本体に届くほどである。能力を使う際は「死ね」と宣言することが多いが、意識するだけで能力が発動するため本来発声は必要ない。
「死」という概念の解釈は夜霧の主観に基づいており、アンデッドだったり霊であったりといったすでに死んでいる存在であっても「動いているんだから生きてるだろう」という解釈によって死亡し、機械や氷のような無機物や物理法則といった概念ですらも彼が意識すれば作動しなくなってしまう。一度死んだモノは蘇生魔法であっても復活不可能であり、夜霧本人でも元には戻せない（夜霧によれば死んだ後生き返るのは本当の「死」ではないとのこと）。彼が望めば確実に「死」が発生するのだが、そのメカニズムは一切不明。少なくとも魔法などの既存の体系とは別物らしく、相手が即死耐性を持っていても問答無用で即死させられ、何らかの方法で時系列を遡ったとしても確定した「死」からは逃れられないなど、作中では防御・回避手段は存在しない。
さらに、夜霧には自分を害する敵意や巻き込まれる危険の発生を感知する能力があるため、即死能力と組み合わせることで「敵が自分を殺そうと思った瞬間に殺す」「夜霧のことは気付いていないが、夜霧のいる範囲を巻き込む強力な攻撃を放とうとした相手を殺す」といった予防的に殺害を行うため、暗殺も不可能である。
あまりにも危険であるため、これらの能力はむやみに使ってしまわないように段階的に封印されている。ただし封印と言っても単なる意識的な自粛であるため、必要な時は即座に開放可能である。劇中では基本的に「直接認識した相手を殺せる」用途のみに限定した第一門開放状態だが、第二門を開放することで「落下する勢いを殺して軟着陸する」「核爆弾の爆風や熱、放射能の影響を殺して身を守る」といった物理法則そのものに干渉できるようになる（不用意に使用すると世界中から重力が消え去るといった影響が出かねず使用は最低限にとどめている）。さらに第二門開放時は、一度マーキングした相手ならば、目の前からいなくなったり、その相手の視界にいる別の者も対象に含めることができるなど、対象制限が大幅に緩くなってしまう。単行本3巻書下ろしの過去編によると、初めて人間と接触した際には全く封印されていない上に人間性もまだほぼ無かったため、「夜霧を見ただけで即死する」上に、それを撮影した監視カメラの録画映像をモニター越しに見ただけで同様に死ぬという呪いのビデオと化していた。
テレビアニメ版では夜霧の瞳が一瞬紫色になり、対象に紫色の波紋のようなエフェクトが発生する、という形で能力の使用を表現している。
戦歌（バトルソング）システム
この物語の異世界の物理法則に後から追加されたシステムで、世界の住人及び召喚された者に強制的にインストールされる。この世界のギフト（チート能力）及び魔法のほとんどはこのシステム上で動作しており、自分のステータス画面を見たり、レベルアップして成長したりといったコンピュータRPG的な世界を実現している。実際にどんなギフトが発現するかは本人の性格等が反映される。
超常的な能力が得られる代わりに、好戦的になり死の恐怖や殺人の忌避感が麻痺する副作用がある。その結果この世界では「強い者は何をやっても許される」という弱肉強食思想が蔓延し、夜霧の能力が広く知られていなかった序盤では、チート能力者が大した理由もなく夜霧や知千佳に危害を加えようとして即死能力で返り討ちに会う展開がお約束となっている。
賢者
人間の成長上限であるレベル99を、何らかの手段で限界突破した者たち。それぞれが元の違うギフトの持ち主であるため、保有する能力は皆異なっているが、他のギフト保有者とは一線を画した絶大な力を持つ。しかしその力に酔いしれたことに加えて前述のバトルソングシステムの影響で人間性に問題がある者がほとんどであり、そのため非道な振る舞いが目立つ。大賢者の命令で世界の外からやってくる「アグレッサー」と呼ばれる侵略者を撃退する役目を持っているが、たまに戦死者が出るため慢性的に人材不足であり、夜霧たちのクラスのように定期的に新規賢者候補の召喚が行われている。大賢者からは放任状態でアグレッサー対策以外に特にやらなければならないことはないので、普段は自分の担当するエリアにある本拠地で好き勝手に世界を牛耳っている。
アグレッサー
行方不明となった彼らの神の手掛かりを求めて世界の外部から侵入してくる存在の総称。様々なタイプが存在し意思疎通が可能かどうかもそれぞれの個体によって異なる。賢者たちは彼らがこの世界で何かを捜索しているらしいことは把握しているが、具体的に何を捜しているのかまでは大賢者から知らされていない。
剣聖
賢者に匹敵する力を持つ存在で複数いる賢者とは違い唯一の存在。世界外から侵入するアグレッサーを撃退する賢者とは異なり、世界内に封印されている魔神とそれを解放しようとする魔神の眷属に対処するのが役割。「聖王」に従う聖王の騎士のトップであるが、千年前の魔神アルバガルマとの戦いで聖王が魔神を自分と共に封印したため、現在はその封印を維持するのが主な役目となっている。「剣聖の試練」を達成した者を聖王の騎士とし、賢者とは別系統のスキルである剣聖系スキルを授けている。
異世界召喚
物語の舞台となる異世界は、次元の位置関係が日本のある世界から見ると比喩的な真下にあるため、次元の穴を日本に空けるだけでほとんどエネルギーを消費せずに召喚が可能となっている。そのため異世界召喚された日本人が多数存在し、文化や生活様式も日本人の影響を強く受けたものになっている。逆に、この世界から日本に戻ろうとすると莫大なエネルギーが必要となってしまう。
勇者と魔王
この世界には「魔王」と呼ばれる存在が複数存在するが、基本的に国レベルの脅威であり、各国は魔王対策として日本人を召喚して「勇者」として差し向けている。召喚勇者は賢者候補とは違い元の世界との繋がりを残したままであるため、魔王を倒して用済みになった時点で召喚が解除され、元の世界へと送還される。なお魔王を倒す召喚者（役割としての勇者）とは別に、バトルソングシステムのギフトとして「勇者」という名称のクラスを取得する者も存在する。

## 既刊一覧

### 小説
- 藤孝剛志（著）・成瀬ちさと（イラスト） 『即死チートが最強すぎて、異世界のやつらがまるで相手にならないんですが。』 アース・スター エンターテイメント〈アース・スターノベル〉、全15巻
  - 『即死チートが最強すぎて、異世界のやつらがまるで相手にならないんですが。 1』、2016年10月15日発売[7]、ISBN 978-4-8030-0962-0
  - 『即死チートが最強すぎて、異世界のやつらがまるで相手にならないんですが。 2』、2017年2月15日発売[21]、ISBN 978-4-8030-1000-8
  - 『即死チートが最強すぎて、異世界のやつらがまるで相手にならないんですが。 3』、2017年7月15日発売[22]、ISBN 978-4-8030-1084-8
  - 『即死チートが最強すぎて、異世界のやつらがまるで相手にならないんですが。 4』、2018年1月16日発売[23]、ISBN 978-4-8030-1149-4
  - 『即死チートが最強すぎて、異世界のやつらがまるで相手にならないんですが。 5』、2018年8月16日発売[24]、ISBN 978-4-8030-1220-0
  - 『即死チートが最強すぎて、異世界のやつらがまるで相手にならないんですが。 6』、2019年3月15日発売[25]、ISBN 978-4-8030-1283-5
  - 『即死チートが最強すぎて、異世界のやつらがまるで相手にならないんですが。 7』、2019年9月14日発売[26]、ISBN 978-4-8030-1337-5
  - 『即死チートが最強すぎて、異世界のやつらがまるで相手にならないんですが。 8』、2020年2月15日発売[27]、ISBN 978-4-8030-1389-4
  - 『即死チートが最強すぎて、異世界のやつらがまるで相手にならないんですが。 9』、2020年7月15日発売[28]、ISBN 978-4-8030-1434-1
  - 『即死チートが最強すぎて、異世界のやつらがまるで相手にならないんですが。 10』、2020年12月16日発売[29]、ISBN 978-4-8030-1482-2
  - 『即死チートが最強すぎて、異世界のやつらがまるで相手にならないんですが。 11』、2021年6月16日発売[30]、ISBN 978-4-8030-1528-7
  - 『即死チートが最強すぎて、異世界のやつらがまるで相手にならないんですが。 12』、2021年12月15日発売[31]、ISBN 978-4-8030-1595-9
  - 『即死チートが最強すぎて、異世界のやつらがまるで相手にならないんですが。 13』、2022年9月15日発売[32]、ISBN 978-4-8030-1657-4
  - 『即死チートが最強すぎて、異世界のやつらがまるで相手にならないんですが。 14』、2023年3月15日発売[8]、ISBN 978-4-8030-1764-9
  - 『即死チートが最強すぎて、異世界のやつらがまるで相手にならないんですが。〈後始末篇〉』、2024年2月15日発売[9]、ISBN 978-4-8030-1910-0

### 漫画
- 藤孝剛志・成瀬ちさと（原作）・納都花丸（漫画） 『即死チートが最強すぎて、異世界のやつらがまるで相手にならないんですが。-ΑΩ-』 アース・スター エンターテイメント〈アース・スターコミックス〉、既刊12巻（2025年6月12日現在）
  1. 2018年8月16日発売[16][33]、ISBN 978-4-8030-1219-4
  2. 2019年3月12日発売[34]、ISBN 978-4-8030-1276-7
  3. 2019年9月12日発売[35][36]、ISBN 978-4-8030-1334-4
  4. 2020年5月12日発売[37]、ISBN 978-4-8030-1415-0
  5. 2020年12月11日発売[38]、ISBN 978-4-8030-1474-7
  6. 2021年8月12日発売[39]、ISBN 978-4-8030-1547-8
  7. 2022年2月10日発売[40]、ISBN 978-4-8030-1614-7
  8. 2022年12月12日発売[41]、ISBN 978-4-8030-1722-9
  9. 2023年8月10日発売[42]、ISBN 978-4-8030-1821-9
  10. 2024年2月9日発売[43]、ISBN 978-4-8030-1904-9
  11. 2024年9月12日発売[44]、ISBN 978-4-8030-2005-2
  12. 2025年6月12日発売[45]、ISBN 978-4-8030-2136-3

## テレビアニメ
2022年12月にテレビアニメ化が発表され、2024年1月から3月までTOKYO MXほかにて放送された。
原作でイラスト化されていないキャラクターはコミカライズ版が原案となっており、コミカライズ版を追い抜いた終盤に登場するキャラクターはコミカライズ担当の納都花丸がアニメのためにデザイン原案を提供している。

### スタッフ
- 原作 - 藤孝剛志[14]
- キャラクター原案 - 成瀬ちさと[14]
- 原作コミック・サブキャラクター原案 - 納都花丸[47]
- 監督 - 菱田正和[14]
- シリーズ構成・脚本 - 青葉譲[14]
- キャラクターデザイン - 崎本さゆり[14]
- プロップデザイン - 長谷川一生、川妻智美、山田香央里、槁本幣鉢
- 色彩設計 - 水野愛子[47]
- 美術監督 - Scott MacDonald[47]
- 美術設定 - 滝口勝久、大平司
- 色彩設計 - 水野愛子
- 撮影監督 - 山根裕二郎[47]
- 編集 - 山田聖実[47]
- CGディレクター - 山本祐希江
- 音響監督 -  濱野高年[47]
- 音楽 - 中村巴奈重[14]、斎木達彦[14]、佐久間奏[14]、門脇大輔[14]
- 音楽プロデューサー - 水田大介
- 音楽制作 - 日音
- プロデューサー - 青井宏之、平野隆廣、吉田健人、神田亮太、大和田智之、小澤文啓、金子広孝、前田吉輝
- アニメーションプロデューサー - 乙川将志
- アニメーション制作 - オクルトノボル[14]
- 製作 - 即死チート製作委員会

### 主題歌
「Killer Bars」
Hilcrhymeによるオープニングテーマ。作詞はTOC、編曲はWAPLAN、作曲は両者の共作。
「Haze」
ウタヒメドリームの桜木舞華（鈴木杏奈）によるエンディングテーマ。作詞・作曲は草野華余子、編曲はR・O・N。

### 各話リスト
| 話数       | サブタイトル                                                        | 絵コンテ          | 演出             | 作画監督                                                                          | 総作画監督          | 初放送日      |
| ---------- | ------------------------------------------------------------------- | ----------------- | ---------------- | --------------------------------------------------------------------------------- | ------------------- | ------------- |
| Episode.01 | 即死チート                                                          | 菱田正和          | 菱田正和         | 入江俊博 渡辺浩二 近響子 長谷川一生 重國浩子 宮﨑里美 CHA MYEONG JUN KU JA CHEON  | 崎本さゆり 宮﨑里美 | 2024年 1月5日 |
| Episode.02 | 私の守護霊が最強すぎて、異世界だって楽勝です！                      | 中野彰子          | 菱田正和         | 清水勝祐 長谷川一生 渡辺浩二                                                      | 崎本さゆり 宮﨑里美 | 1月12日       |
| Episode.03 | 一方的に攻撃できるほど世の中甘くない                                | 割田圭介          | 割田圭介         | 入江俊博 近響子 清水勝祐 CHA MYEONG JUN KU ZA CHEON 李品華 趙親雲 セブンシーズ    | 崎本さゆり          | 1月19日       |
| Episode.04 | この映像をお前が見ているということは                                | まつもとよしひさ  | まつもとよしひさ | 長谷川一生 渡辺浩二 入江俊博 Kidi 覃启若 陈潔琼 趙親雲 李品華 邱錦                | 崎本さゆり          | 1月26日       |
| Episode.05 | ΑΩ                                                                  | 菱田正和          | 菱田正和         | 入江俊博 CHA MYEONG JUN KU JA CHEON 慧敏 萩原旭 王思語 Triple A                   | 崎本さゆり          | 2月2日        |
| Episode.06 | 助けられといて文句を言うほど野暮じゃないですよ                      | 菱田正和 山中隼人 | 藤本ジ郎         | 長谷川一生 渡辺浩二 覃启若 慧敏 鑫月 萩原旭 鬼冢塵葬                              | 崎本さゆり          | 2月9日        |
| Episode.07 | 第一門の常時開放を確認                                              | 菱田正和 割田圭介 | 割田圭介         | 山下聖美 長川薫 入江俊博 清水勝祐 CHA MYEONG JUN KU JA CHEON 李傑 孫建清          | 崎本さゆり          | 2月16日       |
| Episode.08 | 機関                                                                | 菱田正和          | 菱田正和         | 長谷川一生 渡辺浩二 山下聖美 CHA MYEONG JUN KU JA CHEON 李傑                      | 崎本さゆり 清水勝祐 | 2月23日       |
| Episode.09 | 自分だけ助かりたい一心のクラスって感じよね                          | まつもとよしひさ  | まつもとよしひさ | 入江俊博 長谷川一生 澤田裕也 半田仁 李傑 所沢映画 慧敏 4tune 周俊杰 拾月動画      | 崎本さゆり 清水勝祐 | 3月1日        |
| Episode.10 | むかしのおんながあらわれた。 ともちかはおどろきとまどっている...... | 藤本ジ郎          | 藤本ジ郎         | 山下聖美 渡辺浩二 長谷川一生 龍光 李傑 拾月動画                                   | 崎本さゆり 清水勝祐 | 3月8日        |
| Episode.11 | Phase 2                                                             | 菱田正和          | 松永浩太郎       | 長谷川一生 入江俊博 山下聖美 寿夢龍 拾月動画 CHA MYEONG JUN KU JA CHEON           | 崎本さゆり 清水勝祐 | 3月15日       |
| Episode.12 | 自分の好きなように力を使えばいいんだよ                              | 菱田正和          | 菱田正和         | 清水勝祐 山下聖美 長川薫 崎本さゆり 長谷川一生 寿夢龍 入江俊博 慧敏 覃启若 周俊杰 | 崎本さゆり 清水勝祐 | 3月22日       |

### 放送局
| 放送期間                | 放送時間                     | 放送局       | 対象地域   | 備考                                 |
| ----------------------- | ---------------------------- | ------------ | ---------- | ------------------------------------ |
| 2024年1月5日 - 3月22日  | 金曜 0:30 - 1:00（木曜深夜） | TOKYO MX     | 東京都     | 製作参加                             |
|                         |                              | BS11         | 日本全域   | 製作参加 / BS放送 / 『ANIME+』枠     |
|                         | 金曜 22:00 - 22:30           | AT-X         | 日本全域   | CS放送 / 字幕放送 / リピート放送あり |
| 2024年1月6日 - 3月23日  | 土曜 2:53 - 3:23（金曜深夜） | 毎日放送     | 近畿広域圏 | 製作参加                             |
| 2024年1月11日 - 3月28日 | 木曜 23:00 - 23:30           | とちぎテレビ | 栃木県     |                                      |

| 配信開始日    | 配信時間                   | 配信サイト |
| ------------- | -------------------------- | --- |
| 2024年1月5日  | 金曜 0:30（木曜深夜） 更新 | ABEMA dアニメストア |
| 2024年1月10日 | 水曜 0:30（火曜深夜） 更新 | U-NEXT アニメ放題 |
| 2024年1月11日 | 木曜 0:30（水曜深夜） 更新 | MBS動画イズム TVer ニコニコ動画 FOD DMM.com バンダイチャンネル Hulu Amazon Prime Video Lemino J:COMストリーム スマートパスプレミアム TELASA milplus ふらっと動画 Google Play HAPPY!動画 ビデオマーケット ムービーフルPlus |

### BD / DVD
| 巻  | 発売日        | 収録話         | 規格品番  | 規格品番  |
| 巻  | 発売日        | 収録話         | BD        | DVD       |
| --- | ------------- | -------------- | --------- | --------- |
| BOX | 2024年5月31日 | 第1話 - 第12話 | KWXA-3047 | KWBA-3048 |

### Webラジオ
『即死トークが最強すぎて、リスナーのやつらがまるで相手にならないんですが。』のタイトルで超!A&G+にて2024年1月2日より毎週火曜1時から1時半（月曜深夜）に配信。パーソナリティは、高遠夜霧役の内山昂輝、壇ノ浦知千佳役の富田美憂、壇ノ浦もこもこ役の金田朋子が週替わりで担当。